# Dicastère pour l'évangélisation
Le Dicastère pour l'évangélisation est un dicastère de la Curie romaine responsable des questions fondamentales de l'évangélisation dans le monde et de l'établissement, de l'accompagnement et du soutien des nouvelles Églises particulières.

## Histoire
Le dicastère est créé le 5 juin 2022 par la constitution apostolique Praedicate evangelium du pape François, par la fusion de la Congrégation pour l'évangélisation des peuples avec le Conseil pontifical pour la promotion de la nouvelle évangélisation.

## Organisation
Le pape est préfet du dicastère et est assisté de deux pro-préfets, l'un chargé de l'évangélisation, l'autre de la nouvelle évangélisation.

### Pro-préfet pour l'évangélisation
| Période               | Nom                |
| --------------------- | ------------------ |
| Depuis le 5 juin 2022 | Luis Antonio Tagle |

### Pro-préfet pour la nouvelle évangélisation
| Période               | Nom             |
| --------------------- | --------------- |
| Depuis le 5 juin 2022 | Rino Fisichella |